# Challex
Challex és un municipi francès situat al departament de l'Ain i a la regió d'Alvèrnia-Roine-Alps. L'any 2007 tenia 1.073 habitants.

## Demografia

### Població
El 2007 la població de fet de Challex era de 1.073 persones. Hi havia 417 famílies de les quals 118 eren unipersonals (57 homes vivint sols i 61 dones vivint soles), 123 parelles sense fills, 151 parelles amb fills i 25 famílies monoparentals amb fills.
La població ha evolucionat segons el següent gràfic:
Habitants censats

### Habitatges
El 2007 hi havia 508 habitatges, 419 eren l'habitatge principal de la família, 61 eren segones residències i 28 estaven desocupats. 409 eren cases i 92 eren apartaments. Dels 419 habitatges principals, 309 estaven ocupats pels seus propietaris, 96 estaven llogats i ocupats pels llogaters i 14 estaven cedits a títol gratuït; 3 tenien una cambra, 22 en tenien dues, 55 en tenien tres, 88 en tenien quatre i 250 en tenien cinc o més. 368 habitatges disposaven pel capbaix d'una plaça de pàrquing. A 144 habitatges hi havia un automòbil i a 255 n'hi havia dos o més.

### Piràmide de població
La piràmide de població per edats i sexe el 2009 era:
| Homes | Edats   | Dones |
| ----- | ------- | ----- |
| 0     | 95 o +  | 8     |
| 4     | 90 a 94 | 20    |
| 8     | 85 a 89 | 8     |
| 0     | 80 a 84 | 16    |
| 24    | 75 a 79 | 20    |
| 8     | 70 a 74 | 24    |
| 32    | 65 a 69 | 12    |
| 8     | 60 a 64 | 12    |
| 36    | 55 a 59 | 24    |
| 48    | 50 a 54 | 44    |
| 44    | 45 a 49 | 36    |
| 28    | 40 a 44 | 44    |
| 32    | 35 a 39 | 44    |
| 52    | 30 a 34 | 24    |
| 36    | 25 a 29 | 40    |
| 20    | 20 a 24 | 24    |
| 24    | 15 a 19 | 36    |
| 36    | 10 a 14 | 48    |
| 56    | 5 a 9   | 28    |
| 16    | 0 a 4   | 20    |

## Economia
El 2007 la població en edat de treballar era de 700 persones, 535 eren actives i 165 eren inactives. De les 535 persones actives 505 estaven ocupades (281 homes i 224 dones) i 29 estaven aturades (20 homes i 9 dones). De les 165 persones inactives 42 estaven jubilades, 49 estaven estudiant i 74 estaven classificades com a «altres inactius».

### Ingressos
El 2009 a Challex hi havia 395 unitats fiscals que integraven 930 persones, la mediana anual d'ingressos fiscals per persona era de 27.490 €.

### Activitats econòmiques
Dels 20 establiments que hi havia el 2007, 1 era d'una empresa extractiva, 1 d'una empresa alimentària, 6 d'empreses de construcció, 1 d'una empresa de comerç i reparació d'automòbils, 3 d'empreses d'hostatgeria i restauració, 1 d'una empresa immobiliària, 2 d'empreses de serveis, 1 d'una entitat de l'administració pública i 4 d'empreses classificades com a «altres activitats de serveis».
Dels 7 establiments de servei als particulars que hi havia el 2009, 1 era un paleta, 2 guixaires pintors, 1 lampisteria, 1 electricista, 1 restaurant i 1 saló de bellesa.
Dels 2 establiments comercials que hi havia el 2009, 1 era una botiga de menys de 120 m² i 1 una botiga d'electrodomèstics.
L'any 2000 a Challex hi havia 17 explotacions agrícoles que ocupaven un total de 693 hectàrees.

## Equipaments sanitaris i escolars
El 2009 hi havia una escola elemental.

## Poblacions més properes
El següent diagrama mostra les poblacions més properes.